# Charles de Gélas de Léberon
Charles de Gélas de Léberon (mort en 1600 à Pavie), ecclésiastique, fut évêque de Valence et de Die de 1574 à 1600.

## Biographie
Charles de Gélas de Léberon est le fils de François de Gélas seigneur de Léberon et d'Anne de Monluc la sœur de l'évêque de Valence Jean de Monluc.
Il est pourvu en commende en 1556 de l'abbaye de Saint-Ruf dans le diocèse de Valence. Il reçoit également l'abbaye de la Valette dans le diocèse de Tulle le 13 février 1579. En 1574 il succède comme évêque à son oncle Jean de Monluc, considéré comme un hérétique par l'Église catholique. Vers 1600 il se démet à son tour de ses bénéfices ecclésiastiques et de son évêché en faveur de son neveu Pierre-André de Gélas de Léberon et meurt peu après à Pavie en Lombardie.